# Paris-Roubaix 1975
La 73e édition de la course cycliste Paris-Roubaix a eu lieu le 13 avril 1975 et a été remportée au sprint pour la troisième fois par le Belge Roger De Vlaeminck.
Le premier Français classé, José Catieau, est arrivé en quatorzième position, plus de dix minutes après le vainqueur .

## Classement final
|    | Cycliste           | Équipe                         | Temps           |
| -- | ------------------ | ------------------------------ | --------------- |
| 1  | Roger De Vlaeminck | Brooklyn                       | 6 h 52 min 04 s |
| 2  | Eddy Merckx        | Molteni                        | + 0 s           |
| 3  | André Dierickx     | Rokado                         | + 0 s           |
| 4  | Marc Demeyer       | Carpenter-Confortluxe-Flandria | + 0 s           |
| 5  | Francesco Moser    | Filotex                        | + 2 min 41 s    |
| 6  | Freddy Maertens    | Carpenter-Confortluxe-Flandria | + 2 min 41 s    |
| 7  | Roger Swerts       | IJsboerke-Colner               | + 5 min 13 s    |
| 8  | Walter Godefroot   | Carpenter-Confortluxe-Flandria | + 7 min 44 s    |
| 9  | Guido Van Sweevelt | Maes-Watney                    | + 9 min 19 s    |
| 10 | Gerben Karstens    | Gitane-Campagnolo              | + 10 min 33 s   |